# Murtle Lake
Der Murtle Lake ist ein See im zentralen Osten der kanadischen Provinz British Columbia. Der See wurde nach dem schottischen Geburtsort des Landvermessers Joseph Hunter, Milton of Murtle, benannt.

## Lage
Der Murtle Lake befindet sich in den Cariboo Mountains auf einer Höhe von 1067 m. Er liegt im Wells Gray Provincial Park. Der 31,1 km lange See weist eine maximale Breite von 3,1 km auf. Er besitzt eine Wasserfläche von 76 km². In den See münden mehrere von Gletschern gespeiste Flüsse. Der Murtle River durchfließt den See in westlicher Richtung. Es ist nur erlaubt, den See per Kanu zu befahren. Es gibt einfache Zeltplätze entlang dem Seeufer.

## Seefauna
Im See kommen Regenbogenforelle und Rotlachs (Kokanee, nicht-anadrome Form) vor.